# Durga Nagar Part-V
Durga Nagar Part-V là một thị trấn thống kê (census town) của quận Cachar thuộc bang Assam, Ấn Độ.

## Nhân khẩu
Theo điều tra dân số năm 2001 của Ấn Độ, Durga Nagar Part-V có dân số 7425 người. Phái nam chiếm 50% tổng số dân và phái nữ chiếm 50%. Durga Nagar Part-V có tỷ lệ 80% biết đọc biết viết, cao hơn tỷ lệ trung bình toàn quốc là 59,5%: tỷ lệ cho phái nam là 82%, và tỷ lệ cho phái nữ là 78%. Tại Durga Nagar Part-V, 11% dân số nhỏ hơn 6 tuổi.